# 1921년 소득세법
미국의 1921년 소득세법(ch. 136, 42 Stat. 227, 1921년 11월 23일)은 1920년 연방 선거에서 공화당이 압도적인 승리를 거둔 후 첫 번째 감세 조치였다. 새로운 미국 재무장관 앤드루 멜런은 경제 확장을 촉진하고 번영을 회복하기 위해서는 상당한 감세가 필요하다고 주장했다.
이 법안은 제1차 세계 대전 중 부과된 초과 이윤세와 "운송세, 일부 사치세 및 기타 세금을 폐지하고, 개인 소득에 대한 최고 추가세율을 약간 낮추며, 가장 및 부양가족에 대한 개인 면세액을 다소 늘리고, 한 해의 순손실을 다음 해의 순소득과 상계할 수 있도록 하며, 이전 법령의 다른 변경 사항 외에 세금 사건의 최종 해결을 규정한다." 개인에 대한 최고 한계세율은 1922년까지 73%에서 58%로 떨어졌고, 자본 이득에 대한 우대 조치가 12.5%의 세율로 도입되었다. 멜런은 더 상당한 감세를 바랐다.

## 역사
이 법안은 1921년 8월 20일 하원을 통과했다. 1921년 11월 7일 수정된 형태로 상원을 통과했다. 11월 10일 조정위원회에 회부되었고, 11월 21일 하원과 11월 23일 상원은 법안의 새 버전에 찬성표를 던졌다. 하딩 대통령은 1921년 11월 23일 이 법안에 서명했다.

## 법인세
1921년에는 법인 순이익에 10%의 세율이 부과되었고, 그 이후에는 12.5%가 부과되었다.

## 개인세
다음 표와 같이 개인의 순소득에 대해 일반세와 추가세가 부과되었다.
| 1921년 소득세법 개인에 대한 일반세 및 추가세 42 Stat. 233 |           |                          |                          |                               |                               |
| 순소득                                                    | 일반 세율 | 1921년에 적용되는 추가세 | 1921년에 적용되는 추가세 | 1922년 이후에 적용되는 추가세 | 1922년 이후에 적용되는 추가세 |
| (달러)                                                    | (%)       | 추가세율 (%)             | 총 세율 (%)              | 추가세율 (%)                  | 총 세율 (%)                   |
| 0                                                         | 4         | 0                        | 4                        | 0                             | 4                             |
| 4,000                                                     | 8         | 0                        | 8                        | 0                             | 8                             |
| 5,000                                                     | 8         | 1                        | 9                        | 0                             | 8                             |
| 6,000                                                     | 8         | 2                        | 10                       | 1                             | 9                             |
| 8,000                                                     | 8         | 3                        | 11                       | 1                             | 9                             |
| 10,000                                                    | 8         | 4                        | 12                       | 2                             | 10                            |
| 12,000                                                    | 8         | 5                        | 13                       | 3                             | 11                            |
| 14,000                                                    | 8         | 6                        | 14                       | 4                             | 12                            |
| 16,000                                                    | 8         | 7                        | 15                       | 5                             | 13                            |
| 18,000                                                    | 8         | 8                        | 16                       | 6                             | 14                            |
| 20,000                                                    | 8         | 9                        | 17                       | 8                             | 16                            |
| 22,000                                                    | 8         | 10                       | 18                       | 9                             | 17                            |
| 24,000                                                    | 8         | 11                       | 19                       | 10                            | 18                            |
| 26,000                                                    | 8         | 12                       | 20                       | 11                            | 19                            |
| 28,000                                                    | 8         | 13                       | 21                       | 12                            | 20                            |
| 30,000                                                    | 8         | 14                       | 22                       | 13                            | 21                            |
| 32,000                                                    | 8         | 15                       | 23                       | 15                            | 23                            |
| 34,000                                                    | 8         | 16                       | 24                       | 15                            | 23                            |
| 36,000                                                    | 8         | 17                       | 25                       | 16                            | 24                            |
| 38,000                                                    | 8         | 18                       | 26                       | 17                            | 25                            |
| 40,000                                                    | 8         | 19                       | 27                       | 18                            | 26                            |
| 42,000                                                    | 8         | 20                       | 28                       | 19                            | 27                            |
| 44,000                                                    | 8         | 21                       | 29                       | 20                            | 28                            |
| 46,000                                                    | 8         | 22                       | 30                       | 21                            | 29                            |
| 48,000                                                    | 8         | 23                       | 31                       | 22                            | 30                            |
| 50,000                                                    | 8         | 24                       | 32                       | 23                            | 31                            |
| 52,000                                                    | 8         | 25                       | 33                       | 24                            | 32                            |
| 54,000                                                    | 8         | 26                       | 34                       | 25                            | 33                            |
| 56,000                                                    | 8         | 27                       | 35                       | 26                            | 34                            |
| 58,000                                                    | 8         | 28                       | 36                       | 27                            | 35                            |
| 60,000                                                    | 8         | 29                       | 37                       | 28                            | 36                            |
| 62,000                                                    | 8         | 30                       | 38                       | 29                            | 37                            |
| 64,000                                                    | 8         | 31                       | 39                       | 30                            | 38                            |
| 66,000                                                    | 8         | 32                       | 40                       | 31                            | 39                            |
| 68,000                                                    | 8         | 33                       | 41                       | 32                            | 40                            |
| 70,000                                                    | 8         | 34                       | 42                       | 33                            | 41                            |
| 72,000                                                    | 8         | 35                       | 43                       | 34                            | 42                            |
| 74,000                                                    | 8         | 36                       | 44                       | 35                            | 43                            |
| 76,000                                                    | 8         | 37                       | 45                       | 36                            | 44                            |
| 78,000                                                    | 8         | 38                       | 46                       | 37                            | 45                            |
| 80,000                                                    | 8         | 39                       | 47                       | 38                            | 46                            |
| 82,000                                                    | 8         | 40                       | 48                       | 39                            | 47                            |
| 84,000                                                    | 8         | 41                       | 49                       | 40                            | 48                            |
| 86,000                                                    | 8         | 42                       | 50                       | 41                            | 49                            |
| 88,000                                                    | 8         | 43                       | 51                       | 42                            | 50                            |
| 90,000                                                    | 8         | 44                       | 52                       | 43                            | 51                            |
| 92,000                                                    | 8         | 45                       | 53                       | 44                            | 52                            |
| 94,000                                                    | 8         | 46                       | 54                       | 45                            | 53                            |
| 96,000                                                    | 8         | 47                       | 55                       | 46                            | 54                            |
| 98,000                                                    | 8         | 48                       | 56                       | 47                            | 55                            |
| 100,000                                                   | 8         | 52                       | 60                       | 48                            | 56                            |
| 150,000                                                   | 8         | 56                       | 64                       | 49                            | 57                            |
| 200,000                                                   | 8         | 60                       | 68                       | 50                            | 58                            |
| 300,000                                                   | 8         | 63                       | 71                       |                               |                               |
| 500,000                                                   | 8         | 64                       | 72                       |                               |                               |
| 1,000,000                                                 | 8         | 65                       | 73                       |                               |                               |

- 독신 납세자는 $1,000 면제, 기혼 부부 및 가장은 $2,500 면제. 18세 미만 부양가족 1인당 $400 면제. 순소득이 $5,000를 초과하는 기혼 부부의 면제액은 $2,000로 감소한다.